# ینس اولینگ
ینس اولینگ (انگلیسی: Jens Öhling؛ زادهٔ ۳ آوریل ۱۹۶۲) بازیکن هاکی روی یخ اهل سوئد است.